# Partecosta padangensis
Partecosta padangensis é uma espécie de gastrópode do gênero Partecosta, pertencente a família Terebridae.